# Microphorella chiragra
Microphorella chiragra är en tvåvingeart som beskrevs av Axel Leonard Melander 1927. Microphorella chiragra ingår i släktet Microphorella och familjen styltflugor.
Artens utbredningsområde är Washington. Inga underarter finns listade i Catalogue of Life.